# 스가야 리사코
스가야 리사코(菅谷梨沙子, 1994년 4월 4일 - )는 일본의 여성 아이돌 가수이다. 가나가와현 출신. 연예사무소 전 업프런트 크리에이트(업프런트 그룹) 소속. 현재의 키는 161cm. 애칭은 리샤코, 리이짱, 리사코, 리사티, 시이코, 리샤마루 등. 악곡에서는 메인 보컬과 센터를 맡는 경우가 많다. (할머니가 페루 사람인 쿼터 혼혈이다.).
2023년 3월 31일을 기해 소속사 매니지먼트 계약 종료하는 것을 발표했다.

## 약력
Berryz코보의 메이저 데뷔와 함께 그 성원으로서 2004년에 데뷔. 2006년 10월에 첫 번째 솔로 사진집을 발표. 이 사진집은 수영복 컷도 있으며 헬로! 프로젝트에서는 사상 최연소 발매이다.
2007년 7월에는 새로운 사진집 pure+를 발매했었다.

## 인물
- 2005년 가을 콘서트 투어《스위치 ON!》에서 의상에 달린 번호는《48》(스=4, 야=8). 2006년 신춘에 개최된《Hello! Project 2006 Winter ~원더풀 하츠~》와 같은해 봄 콘서트 투어《쑥쑥 챔피언!》에서도 같은 번호를 달았다.
- 친구 시미즈 사키.츠구나가 모모코.나츠야키 미야비.스즈키 아이리
- 2014년 4월 3일, 요코하마 아레나에서 열리는 엠카운트다운 넘버원 아티스트 오브 스프링 2014 (m countdown no.1 artist of spring 2014) 에 Berryz코보 멤버들이랑 출현했다.
- 2017년 10월 18일, 일반인과의 결혼과 임신 5개월임을 아울러 밝혔다[2].
- 2018년 3월 17일, 장녀 출산[3].

## 활동
헬로! 프로젝트, 헬로! 프로젝트 키즈 및 각 소속 유닛의 활동은 각각의 항목을 참조

### DVD
- 1st 솔로 DVD《菅谷梨沙子 in 北海道》(2009년 12월 2일)
- 2nd 솔로 DVD《Le Soleil》(2011년 3월 17일) e-LineUP! 한정 판매
- 極上!!めちゃモテ委員長MMTV 秋・冬編 (2011년 8월 24일)

### 싱글
- 元気印の大盛りソング/お菓子つくっておっかすぃ〜 (「미니모니。와 다카하시 아이+4KIDS」로서)
- エレガントガール/おしゃれ マイドリーム (2010년 10월 13일)※ 히무로 이부 (CV 스가야 리사코/Berryz코보) 명의, 키타가미 미미 (CV 오가와 마나) with MM학원 합창부와의 양 A면 싱글.

### 텔레비전 방송
- 뮤직스테이션 (후지모토 미키《ブギートレイン'03》의 백댄서로서, 테레비아사히 계열)
- 제54회 NHK 홍백가합전 (마츠우라 아야《ね~え?》의 백댄서로서)
- 미소녀일기Ⅲ (쇼난 기와집 이야기) 주연 시이코 역할
- 무스메DOKYU! 체험&쿠키 · 아이스크림 만들기 (2005년 5월 26일 - 27일 · 6월 15일 - 17일, 테레비도쿄)
- 음악전사 MUSIC FIGHTER (니혼테레비 계열)
- 베리큐! (2008년 3월 13일 - 10월 3일, 테레비도쿄)
- 요로센! (2008년 10월 6일 - 2009년 3월 27일, 테레비도쿄)
- 미녀방담 (2009년 5월 28일 · 6월 4일, 테레비도쿄)
- 완소! 퍼펙트 반장 Second Collection (2010년 ~ 2011년 4월 1일 , 테레비도쿄 계열) 히무로 이부 역할

### 라디오 방송
- 통쾌! 베리즈 왕국 (2009년 7월 3일 - 2012년 3월 30일, SKY PerfecTV!)

### CF
- J비프《오니쿠 스키스키》(2003년, 일본 식육소비 종합센터)

### 잡지
- 학업연구사《피치레몬》(2007년 3월호 ~ 2007년 6월호) 피치레몬 모델로서

### 영화
- 미니모니。더 무비 과자 대모험! (2002년 12월 14일 - , 도에이)
- 반딧불이의 별 (2004년 6월 5일 - , 2004년 3월 야마구치현 내에서만 선행 공개, 카도카와영화)

2003년 11월 1일 - 11월 9일, 제16회 도쿄 국제 영화제 경쟁 부문 출품
로케이션지는 야마구치 현 하기시 (메이린관) · 야나이시 등
- 왕게임 (2011년 12월 17일, BS-TBS)

### 사진집
- 스가야 리사코 1st 솔로 사진집《Risako》(2006년 10월 12일, 와니북스) ISBN 978-4-8470-2964-6
- 스가야 리사코 2nd 솔로 사진집《pure+》(2007년 7월 20일, 와니북스) ISBN 978-4-8470-4019-1
- 스가야 리사코 3rd 솔로 사진집《Ring3〜リンリンリンッ!〜》(2008년 2월 6일, 카도가와 그룹 퍼블리싱) ISBN 978-4-04-895013-8
- 스가야 리사코 4th 솔로 사진집《梨想》(2009년 11월 27일, 와니북스) ISBN 978-4-8470-4215-7

### 인터넷
- GyaO《하로프로아워》
  - 제12회 - 사회：고토 마키, 게스트：마츠우라 아야 · 스가야 리사코 (2006년 8월 4일)

## 소속 유닛
- 다이아 레이디 (2013년 - 2020년)